# Dyskografia The Beatles
Strona zawiera dyskografię brytyjskiego zespołu rockowego The Beatles.

## Wielka Brytania

### Albumy
| Tytuł                                 | Data wydania                                   | Wytwórnia płytowa | Numer katalogowy                            | Miejsce na liście przebojów | Certyfikat                           |
| ------------------------------------- | ---------------------------------------------- | ----------------- | ------------------------------------------- | --------------------------- | ------------------------------------ |
| Please Please Me                      | 22 marca 1963 (mono) 26 kwietnia 1963 (stereo) | Parlophone        | PMC 1202 (mono) PCS 3042 (stereo)           | #1                          | Platynowa płyta                      |
| With The Beatles                      | 22 listopada 1963                              | Parlophone        | PMC 1206 (mono) PCS 3045 (stereo)           | #1                          | Złota płyta                          |
| A Hard Day’s Night                    | 10 lipca 1964                                  | Parlophone        | PMC 1230 (mono) PCS 3058 (stereo)           | #1                          | 4x platynowa płyta                   |
| Beatles for Sale                      | 4 grudnia 1964                                 | Parlophone        | PMC 1240 (mono) PCS 3062 (stereo)           | #1                          | Platynowa płyta                      |
| Help!                                 | 6 sierpnia 1965                                | Parlophone        | PMC 1255 (mono) PCS 3071 (stereo)           | #1                          | 3x platynowa płyta                   |
| Rubber Soul                           | 3 grudnia 1965                                 | Parlophone        | PMC 1267 (mono) PCS 3075 (stereo)           | #1                          | 6x platynowa płyta                   |
| Revolver                              | 5 sierpnia 1966                                | Parlophone        | PMC 7009 (mono) PCS 7009 (stereo)           | #1                          | 5x platynowa płyta                   |
| Sgt. Pepper’s Lonely Hearts Club Band | 1 czerwca 1967                                 | Parlophone        | PMC 7027 (mono) PCS 7027 (stereo)           | #1                          | 11x platynowa płyta Diamentowa płyta |
| The Beatles                           | 22 listopada 1968                              | Apple/Parlophone  | PMC 7067-7068 (mono) PCS 7067-7068 (stereo) | #1                          | 19x platynowa płyta Diamentowa płyta |
| Yellow Submarine                      | 17 stycznia 1969                               | Apple/Parlophone  | PMC 7070 (mono) PCS 7070 (stereo)           | #3                          | Platynowa płyta                      |
| Abbey Road                            | 26 września 1969                               | Apple/Parlophone  | PCS 7088 (tylko stereo)                     | #1                          | 12x platynowa płyta Diamentowa płyta |
| Let It Be                             | 8 maja 1970 (box) 6 listopada 1970 (LP)        | Apple/Parlophone  | PXS 1 (box) PCS 7096 (LP)                   | #1                          | 4x platynowa płyta                   |

### Kompilacje i inne
| Tytuł                             | Data wydania         | Wytwórnia płytowa        | Miejsce na liście przebojów | Uwagi |
| --------------------------------- | -------------------- | ------------------------ | --------------------------- | --- |
| A Collection of Beatles Oldies    | 10 grudnia 1966      | Parlophone               | #7                          | – |
| The Beatles’ First                | 4 sierpnia 1967      | Parlophone               | –                           | – |
| The Beatles 1962–1966             | 19 kwietnia 1973     | Apple                    | #3                          | – |
| The Beatles 1967–1970             | 19 kwietnia 1973     | Apple                    | #2                          | – |
| Rock ’n’ Roll Music               | 10 czerwca 1976      | Parlophone               | #11                         | – |
| Magical Mystery Tour              | 19 listopada 1976    | Parlophone               | #31                         | Oficjalne wydanie brytyjskie amerykańskiej wersji albumu z 1967 roku                                          |
| The Beatles at the Hollywood Bowl | 6 maja 1977          | Parlophone               | #1                          | Zapis koncertów, które odbyły się 23 i 30 sierpnia 1965 roku w Hollywood Bowl                                 |
| Love Songs                        | 19 listopada 1977    | Parlophone               | #7                          | – |
| The Beatles Collection            | 2 grudnia 1978       | Parlophone               | –                           | Kolekcja zawierająca wszystkie brytyjskie albumy Beatlesów w wersji stereo i płytę Rarities                   |
| Rarities                          | 2 grudnia 1978       | Parlophone               | #71                         | |
| Hey Jude                          | 11 maja 1979         | Parlophone               | –                           | Oficjalne wydanie brytyjskie amerykańskiego albumu z 1970 roku                                                |
| The Beatles’ Ballads              | 13 października 1980 | Parlophone               | #17                         | – |
| Reel Music                        | 29 marca 1982        | Parlophone               | –                           | Składanka utworów z filmów nakręconych przez Beatlesów                                                        |
| The Beatles Mono Collection       | Październik 1982     | Parlophone/Apple         | –                           | 10 pierwszych albumów Beatlesów w wersji mono                                                                 |
| 20 Greatest Hits                  | 18 października 1982 | Parlophone               | #10                         | – |
| Past Masters, Volume One          | 7 marca 1988         | Parlophone               | #49                         | Single z lat 1962 – 1965 i inne utwory, niewydane do tej pory na CD                                           |
| Past Masters, Volume Two          | 7 marca 1988         | Parlophone               | #46                         | Single z lat 1965 – 1970 i inne utwory, niewydane do tej pory na CD                                           |
| The Beatles Box Set               | 5 grudnia 1988       | Parlophone/Apple         | –                           | Kolekcja zawierająca wszystkie albumy studyjne Beatlesów na CD, oraz płyty z serii Past Masters               |
| Live at the BBC                   | 30 listopada 1994    | Apple                    | #1                          | 69 niepublikowanych piosenek Beatlesów nagranych w latach 1963–1965, podczas występów w radiu BBC             |
| Anthology 1                       | 21 listopada 1995    | Apple                    | #2                          | Wersje demo, nagrania koncertowe i alternatywne wersje utworów z lat 1958 – 1964                              |
| Anthology 2                       | 18 marca 1996        | Apple                    | #1                          | Wersje demo, nagrania koncertowe i alternatywne wersje utworów z lat 1965 – 1968                              |
| Anthology 3                       | 28 października 1996 | Apple                    | #4                          | Wersje demo, nagrania koncertowe i alternatywne wersje utworów z lat 1968 – 1970                              |
| Yellow Submarine Songtrack        | 13 września 1999     | Apple                    | #8                          | – |
| The Beatles 1                     | 13 listopada 2000    | Apple                    | #1                          | Składanka singli, które osiągnęły pierwsze miejsce na listach przebojów zarówno w USA jak i Wielkiej Brytanii |
| Let It Be… Naked                  | 17 listopada 2003    | Apple                    | #7                          | Nowa wersja albumu Let It Be, oczyszczona z miksów Phila Spectora                                             |
| The Capitol Albums, Volume 1      | 15 listopada 2004    | Apple/Parlophone/Capitol | –                           | Kolekcja zawierająca cztery pierwsze albumy Beatlesów wydane w USA, zarówno w wersji mono, jak i stereo       |
| The Capitol Albums, Volume 2      | 11 kwietnia 2006     | Apple/Parlophone/Capitol | –                           | Kolekcja zawierająca cztery albumy Beatlesów wydane w roku 1965, w USA, zarówno w wersji mono, jak i stereo   |
| Love                              | 20 listopada 2006    | Apple                    | #3                          | Piosenki zmiksowane przez George’a Martina i jego syna na potrzeby spektaklu cyrkowego pod tym samym tytułem  |

### EP-ki (czwórki)
| Tytuł                                        | Data wydania                                                 | Wytwórnia płytowa | Numer katalogowy                                                      | Uwagi |
| -------------------------------------------- | ------------------------------------------------------------ | ----------------- | --------------------------------------------------------------------- | --- |
| Twist and Shout                              | Wersja winylowa: 12 lipca 1963 Wersja CD: 15 czerwca 1992    | Parlophone        | Wersja winylowa: GEP 8882 Wersja CD: CDGEP 8882                       | Twist And Shout; A Taste Of Honey; Do You Want To Know A Secret; There’s A Place                                                           |
| The Beatles’ Hits                            | Wersja winylowa: 6 września 1963 Wersja CD: 15 czerwca 1992  | Parlophone        | Wersja winylowa: GEP 8880 Wersja CD: CDGEP 8880                       | From Me To You; Thank You Girl; Please Please Me; Love Me Do                                                                               |
| The Beatles (No. 1)                          | Wersja winylowa: 1 listopada 1963 Wersja CD: 15 czerwca 1992 | Parlophone        | Wersja winylowa: GEP 8883 Wersja CD: CDGEP 8883                       | I Saw Here Standing There; Misery; Anna (Got To Him); Chains                                                                               |
| All My Loving                                | Wersja winylowa: 7 lutego 1964 Wersja CD: 15 czerwca 1992    | Parlophone        | Wersja winylowa: GEP 8891 Wersja CD: CDGEP 8891                       | All My Loving; Ask Me Why; Money (That’s What I Want); P.S. I Love You                                                                     |
| Long Tall Sally                              | Wersja winylowa: 19 czerwca 1964 Wersja CD: 15 czerwca 1992  | Parlophone        | Wersja winylowa: GEP 8913 Wersja CD: CDGEP 8913                       | zawiera niepublikowane covery standardów rock’n'rollowych: Long Tall Sally; I Call Your Name; Slow Down; Matchbox                          |
| A Hard Day’s Night (Extracts from the film)  | Wersja winylowa: 4 listopada 1964 Wersja CD: 15 czerwca 1992 | Parlophone        | Wersja winylowa: GEP 8920 Wersja CD: CDGEP 8920                       | I Should Have Known Better; If I Fell; Tell Me Why; And I Love Her                                                                         |
| A Hard Day’s Night (Extracts from the album) | Wersja winylowa: 6 listopada 1964 Wersja CD: 15 czerwca 1992 | Parlophone        | Wersja winylowa: GEP 8924 Wersja CD: CDGEP 8924                       | Anytime At All; I’ll Cry Instead; Things We Said Today; When I Get Home                                                                    |
| Beatles for Sale                             | Wersja winylowa: 6 kwietnia 1965 Wersja CD: 15 czerwca 1992  | Parlophone        | Wersja winylowa: GEP 8931 Wersja CD: CDGEP 8931                       | No Reply; I’m A Loser; Rock and Roll Music; Eight Days A Week                                                                              |
| Beatles for Sale (No. 2)                     | Wersja winylowa: 4 czerwca 1965 Wersja CD: 15 czerwca 1992   | Parlophone        | Wersja winylowa: GEP 8938 Wersja CD: CDGEP 8938                       | I’ll Follow The Sun; Baby’s In Black; Words Of Love; I Don’t Want To Spoil The Party                                                       |
| The Beatles’ Million Sellers                 | Wersja winylowa: 6 grudnia 1965 Wersja CD: 15 czerwca 1992   | Parlophone        | Wersja winylowa: GEP 8946 Wersja CD: CDGEP 8946                       | She Loves You; I Want To Hold Your Hand; Can’t Buy Me Love; I Feel Fine                                                                    |
| Yesterday                                    | Wersja winylowa: 4 marca 1966 Wersja CD: 15 czerwca 1992     | Parlophone        | Wersja winylowa: GEP 8948 Wersja CD: CDGEP 8948                       | Yesterday; Act Naturally; You Like Me Too Much; It’s Only Love                                                                             |
| Nowhere Man                                  | Wersja winylowa: 8 lipca 1966 Wersja CD: 15 czerwca 1992     | Parlophone        | Wersja winylowa: GEP 8952 Wersja CD: CDGEP 8952                       | Nowhere Man; Drive My Car; Michelle; You Won’t See Me                                                                                      |
| Magical Mystery Tour                         | Wersja winylowa: 8 grudnia 1967 Wersja CD: 15 czerwca 1992   | Parlophone        | Wersja winylowa: MMT 1-2 (mono); SMMT 1-2 (stereo) Wersja CD: CDMAG 1 | Magical Mystery Tour; You Mother Should Know; I Am The Walrus; The Fool On The Hill; Flying; Blue Jay Way podwójny EP; #2 na liście singli |
| The Beatles EP Collection                    | Wersja winylowa: 7 grudnia 1981 Wersja CD: 15 czerwca 1992   | Parlophone        | Wersja winylowa: BEP 14 Wersja CD: CDBEP 14                           | kolekcja zawierająca wszystkie regularne brytyjskie EP-ki oraz wydaną po raz pierwszy w tym zestawie The Beatles                           |
| The Beatles                                  | Wersja winylowa: 7 grudnia 1981 Wersja CD: 15 czerwca 1992   | Parlophone        | Wersja winylowa: SGE 1 Wersja CD: CDSGE 1                             | The Inner Light; Baby You’re A Rich Man; She’s A Woman; This Boy kolekcja rzadko spotykanych nagrań Beatlesów                              |

### Single
| Tytuł                                                                      | Data wydania         | Wytwórnia płytowa | Numer katalogowy | Miejsce na liście przebojów | Uwagi                                                                    |
| -------------------------------------------------------------------------- | -------------------- | ----------------- | ---------------- | --------------------------- | ------------------------------------------------------------------------ |
| My Bonnie / The Saints                                                     | 5 stycznia 1962      | Polydor           | NH 66-833        | #48                         | Wydany przez „Tony Sheridan & The Beatles”                               |
| Love Me Do                                                                 | 5 października 1962  | Parlophone        | R4949            | #17                         | Z albumu Please Please Me                                                |
| Please Please Me                                                           | 11 stycznia 1963     | Parlophone        | R4983            | #2                          | Z albumu Please Please Me                                                |
| From Me to You                                                             | 11 kwietnia 1963     | Parlophone        | R5015            | #1                          | –                                                                        |
| She Loves You                                                              | 23 sierpnia 1963     | Parlophone        | R5055            | #1                          | –                                                                        |
| I Want to Hold Your Hand                                                   | 29 listopada 1963    | Parlophone        | R5084            | #1                          | –                                                                        |
| Can’t Buy Me Love                                                          | 20 marca 1964        | Parlophone        | R5114            | #1                          | Z albumu A Hard Day’s Night                                              |
| A Hard Day’s Night                                                         | 10 lipca 1964        | Parlophone        | R5160            | #1                          | Z albumu A Hard Day’s Night                                              |
| I Feel Fine                                                                | 27 listopada 1964    | Parlophone        | R5200            | #1                          | –                                                                        |
| Ticket to Ride                                                             | 9 kwietnia 1965      | Parlophone        | R5265            | #1                          | Z albumu Help!                                                           |
| Help!                                                                      | 23 lipca 1965        | Parlophone        | R5305            | #1                          | Z albumu Help!                                                           |
| Day Tripper / We Can Work it Out                                           | 3 grudnia 1965       | Parlophone        | R5389            | #1                          | –                                                                        |
| Paperback Writer                                                           | 10 czerwca 1966      | Parlophone        | R5452            | #1                          | –                                                                        |
| Eleanor Rigby / Yellow Submarine                                           | 5 sierpnia 1966      | Parlophone        | R5493            | #1                          | Z albumu Revolver                                                        |
| Strawberry Fields Forever / Penny Lane                                     | 17 lutego 1967       | Parlophone        | R5570            | #2                          | –                                                                        |
| All You Need Is Love                                                       | 7 lipca 1967         | Parlophone        | R5620            | #1                          | Z albumu Magical Mystery Tour                                            |
| Hello, Goodbye                                                             | 24 listopada 1967    | Parlophone        | R5655            | #1                          | Z albumu Magical Mystery Tour                                            |
| Lady Madonna                                                               | 15 marca 1968        | Parlophone        | R5675            | #1                          | –                                                                        |
| Hey Jude                                                                   | 30 sierpnia 1968     | Apple             | R5722            | #1                          | –                                                                        |
| Get Back / Don’t Let Me Down                                               | 11 kwietnia 1969     | Apple             | R5777            | #1                          | Utwory nagrane wraz z Billym Prestonem, różniące się od wersji albumowej |
| The Ballad of John and Yoko                                                | 30 maja 1969         | Apple             | R5786            | #1                          | –                                                                        |
| Something / Come Together                                                  | 31 października 1969 | Apple             | R5814            | #4                          | Z albumu Abbey Road                                                      |
| Let It Be                                                                  | 6 marca 1970         | Apple             | R5833            | #2                          | Utwór Let It Be różni się od wersji albumowej                            |
| Yesterday                                                                  | 8 marca 1976         | Parlophone        | R6013            | #8                          | Z albumu Help!                                                           |
| Back in the U.S.S.R.                                                       | 29 czerwca 1976      | Parlophone        | R6016            | #19                         | –                                                                        |
| Sgt. Pepper’s Lonely Hearts Club Band / With A Little Help From My Friends | 30 września 1978     | Parlophone        | R6022            | #63                         | Z albumu Sgt. Pepper’s Lonely Hearts Club Band                           |
| The Beatles Movie Medley                                                   | 25 maja 1982         | Parlophone        | R6055            | #7                          | –                                                                        |
| Baby It's You                                                              | 20 marca 1994        | Apple             | R6406            | #7                          | Z albumu Live at the BBC                                                 |
| Free as a Bird                                                             | 12 grudnia 1995      | Apple             | R6422            | #2                          | Z albumu Anthology 1                                                     |
| Real Love                                                                  | 4 marca 1996         | Apple             | R6425            | #4                          | Z albumu Anthology 2                                                     |

## Stany Zjednoczone

### Albumy
| Tytuł                                 | Data wydania                                           | Wytwórnia płytowa    | Numer katalogowy                    | Miejsce na liście przebojów | Certyfikat                           |
| ------------------------------------- | ------------------------------------------------------ | -------------------- | ----------------------------------- | --------------------------- | ------------------------------------ |
| Introducing... The Beatles            | 6 stycznia 1964 (wersja 1) 27 stycznia 1964 (wersja 2) | Vee-Jay              | VJLP 1062 (Mono) VJSR 1062 (Stereo) | #2                          | –                                    |
| Meet The Beatles!                     | 20 stycznia 1964                                       | Capitol              | T 2047 (Mono) ST 2047 (Stereo)      | #1                          | 5x platynowa płyta                   |
| The Beatles’ Second Album             | 10 kwietnia 1964                                       | Capitol              | T 2080 (Mono) ST 2080 (Stereo)      | #1                          | 2x platynowa płyta                   |
| A Hard Day’s Night                    | 26 czerwca 1964                                        | United Artists       | UAL 3366 (Mono) UAS 6366 (Stereo)   | #1                          | 6x platynowa płyta                   |
| Something New                         | 20 lipca 1964                                          | Capitol              | T 2108 (Mono) ST 2108 (Stereo)      | #2                          | 2x platynowa płyta                   |
| Beatles ’65                           | 15 grudnia 1964                                        | Capitol              | T 2228 (Mono) ST 2228 (Stereo)      | #1                          | 3x platynowa płyta                   |
| The Early Beatles                     | 22 marca 1965                                          | Capitol              | T 2309 (Mono) ST 2309 (Stereo)      | #43                         | Platynowa płyta                      |
| Beatles VI                            | 14 czerwca 1965                                        | Capitol              | T 2358 (Mono) ST 2358 (Stereo)      | #1                          | Platynowa płyta                      |
| Help!                                 | 13 sierpnia 1965                                       | Capitol              | MAS 2386 (Mono) SMAS 2386 (Stereo)  | #1                          | 4x platynowa płyta                   |
| Rubber Soul                           | 6 grudnia 1965                                         | Capitol              | T 2442 (Mono) ST 2442 (Stereo)      | #1                          | 6x platynowa płyta                   |
| Yesterday and Today                   | 20 czerwca 1966                                        | Capitol              | T 2553 (Mono) ST 2553 (Stereo)      | #1                          | Platynowa płyta                      |
| Revolver                              | 8 sierpnia 1966                                        | Capitol              | T 2576 (Mono) ST 2576 (Stereo)      | #1                          | 5x platynowa płyta                   |
| Sgt. Pepper’s Lonely Hearts Club Band | 2 czerwca 1967                                         | Capitol              | MAS 2653 (Mono) SMAS 2653 (Stereo)  | #1                          | 11x platynowa płyta Diamentowa płyta |
| Magical Mystery Tour                  | 27 listopada 1967                                      | Capitol              | MAL 2835 (Mono) SMAL 2835 (Stereo)  | #1                          | 6x platynowa płyta                   |
| The Beatles                           | 25 listopada 1968                                      | Apple Capitol        | SWBO 101 (tylko stereo)             | #1                          | 19x platynowa płyta Diamentowa płyta |
| Yellow Submarine                      | 13 stycznia 1969                                       | Apple Capitol        | SW 153 (tylko stereo)               | #2                          | Platynowa płyta                      |
| Abbey Road                            | 1 października 1969                                    | Apple Capitol        | SO 383 (tylko stereo)               | #1                          | 12x platynowa płyta Diamentowa płyta |
| Let It Be                             | 18 maja 1970                                           | Apple United Artists | AR 34001 (tylko stereo)             | #1                          | 4x platynowa płyta                   |

### Kompilacje i inne
- The Beatles’ Story (1964)
- Hey Jude (1970)
- In The Beginning (Circa 1960) (1970)
- The Beatles 1962–1966 (1973)
- The Beatles 1967–1970 (1973)
- Rock ’n’ Roll Music (1976)
- The Beatles at the Hollywood Bowl (1977)
- Live! at the Star-Club in Hamburg, Germany; 1962 (1977)
- Love Songs (1977)
- The Beatles Collection (1979) (wersja limitowana, wydano tylko 3000 egzemplarzy)
- Rarities (1980)
- Rock ’n’ Roll Music Vol. 1 (1980)
- Rock ’n’ Roll Music Vol. 2 (1980)
- Reel Music (1982)
- 20 Greatest Hits (1982)
- Please Please Me (1987)
- With The Beatles (1987)
- A Hard Day’s Night (wersja brytyjska) (1987)
- Beatles for Sale (1987)
- Help! (wersja brytyjska) (1987)
- Rubber Soul (wersja brytyjska) (1987)
- Revolver (wersja brytyjska) (1987)
- Past Masters, Volume One (1988)
- Past Masters, Volume Two (1988)
- The Beatles Box Set (1988)
- Live at the BBC (1994)
- Anthology 1 (1995)
- Anthology 2 (1996)
- Anthology 3 (1996)
- Yellow Submarine Songtrack (1999)
- The Beatles 1 (2000)
- Let It Be… Naked (2003)
- The Capitol Albums, Volume 1 (2004)
- The Capitol Albums, Volume 2 (2006)
- Love (2006)

### EP-ki (czwórki)
| Tytuł                              | Data wydania    | Miejsce na liście przebojów | Wytwórnia płytowa | Numer katalogowy                         | Uwagi                                                                                                |
| ---------------------------------- | --------------- | --------------------------- | ----------------- | ---------------------------------------- | --- |
| Souvenir of Their Visit to America | 23 marca 1964   | –                           | Vee-Jay           | VJEP 1-903                               | Zawiera cztery utwory wydane wcześniej na płycie Introducing... The Beatles                          |
| Four by the Beatles                | 11 maja 1964    | #92                         | Capitol           | EAP 1-2121                               | Zawiera cztery utwory wydane wcześniej w Kanadzie i USA jako single                                  |
| 4-by the Beatles                   | 1 lutego 1965   | #62                         | Capitol           | R-5365                                   | Zawiera utwory opublikowane na wydanym wcześniej albumie Beatles ’65                                 |
| Baby It’s You                      | 1995            | #67                         | Apple             | 58348                                    | Zawiera niepublikowane wersje utworów pochodzące z sesji dla BBC, EP promujący album Live at the BBC |
| Free as a Bird                     | 12 grudnia 1995 | #6                          | Apple             | Wersja 7": NR-58497 Wersja CD: CDP 58497 | Niepublikowane utwory promujące album Anthology 1                                                    |
| Real Love                          | 5 marca 1996    | #11                         | Apple             | Wersja 7": R6425 Wersja CD: CDR6425      | Niepublikowane utwory promujące album Anthology 2                                                    |

### Single
- „My Bonnie” / „The Saints” (1962)
- „Love Me Do” / „P.S. I Love You” (1962)
- „Please Please Me” / „Ask Me Why” (1963)
- „From Me to You” / „Thank You Girl” (1963)
- „She Loves You” / „I’ll Get You” (1963)
- „I Want to Hold Your Hand” / „I Saw Her Standing There” (1964)
- „Can’t Buy Me Love” / „You Can’t Do That” (1964)
- „A Hard Day’s Night” / „I Should Have Known Better” (1964)
- „I'll Cry Instead” / „I’m Happy Just To Dance With You” (1964)
- „And I Love Her” / „If I Fell” (1964)
- „Matchbox” / „Slow Down” (1964)
- „I Feel Fine” / „She’s A Woman” (1964)
- „Eight Days a Week” / „I Don’t Want To Spoil The Party” (1965)
- „Ticket to Ride” / „Yes It Is” (1965)
- „Help!” / „I’m Down” (1965)
- „Yesterday” / „Act Naturally” (1965)
- „We Can Work It Out” / „Day Tripper” (1965)
- „Nowhere Man” / „What Goes On” (1966)
- „Paperback Writer” / „Rain” (1966)
- „Yellow Submarine” / „Eleanor Rigby” (1966)
- „Penny Lane” / „Strawberry Fields Forever” (1967)
- „All You Need Is Love” / „Baby You’re A Rich Man” (1967)
- „Hello, Goodbye” / „I Am The Walrus” (1967)
- „Lady Madonna” / „The Inner Light” (1968)
- „Hey Jude” / „Revolution” (1968)
- „Get Back” / „Don’t Let Me Down” (1969)
- „The Ballad Of John And Yoko” / „Old Brown Shoe” (1969)
- „Something” / „Come Together” (1969)
- „Let It Be” / „You Know My Name (Look Up The Number)” (1970)
- „The Long and Winding Road” / „For You Blue” (1970)
- „Got To Get You Into My Life” / „Helter Skelter” (1976)
- „Ob-La-Di, Ob-La-Da” / „Julia” (1976)
- „Sgt. Pepper’s Lonely Hearts Club Band” / „With A Little Help From My Friends / A Day In The Life” (1978)
- „The Beatles’ Movie Medley” / „I’m Happy Just To Dance With You” (1982)Now and Then
- „Love Me Do” / „P.S. I Love You” (1982)
- „Free as a Bird” / „Christmastime Is Here Again” (1995)
- „Real Love” / „Here, There And Anywhere” (1996)
- „Now And Then" / „Love Me Do" (2023)

## Inne kraje

### Albumy

#### Wydane tylko w Australii
- Greatest Hits Volume 1 (1966)
- Greatest Hits Volume 2 (1967)
- The Essential Beatles (1972)
- The Number Ones (1983)

#### Wydane tylko w Brazylii
- Beatlemania (1964)

LP: Beatlemania
Odeon MOFB 274 [Mono] Brazylia
The Beatles
Side One:
1. I Want To Hold Your Hand
2. It Won’t Be Long
3. All I’ve Got To Do
4. Little Child
5. Don’t Bother Me
6. Please Mister Postman
Side Two:
1. She Loves You
2. Roll Over Beethoven
3. You Really Got A Hold On Me
4. I Wanna Be Your Man
5. Devil In Her Heart
6. I Saw Her Standing There
- The Beatles Again (1964)

LP: The Beatles Again
Odeon MOFB 287 [Mono] Brazylia
The Beatles
Side One:
1. Please Please Me
2. Boys
3. Twist And Shout
4. From Me To You
5. Baby It’s You
6. I’ll Get You
Side Two:
1. Hold Me Tight
2. Money
3. Do You Want To Know A Secret?
4. All My Loving
5. Love Me Do
6. Can’t Buy Me Love
- The Beatles (1965)
- Help! (wersja brazylijska) (1965)

#### Wydane tylko w Kanadzie
- Beatlemania! With The Beatles (1963)
- Twist And Shout (1964)
- The Beatles’ Long Tall Sally (1964)
- Very Together (1969)

#### Wydane tylko w RPA
- Big Beat Of The Beatles (1964)

### Minialbumy

#### Wydane tylko w Australii
- Help! (1965)

#### Wydane tylko w Brazylii
- My Bonnie (1964)
- Twist And Shout (1964)
- I Want To Hold Your Hand (1964)
- A Hard Day’s Night (1965)
- Help! (1965)
- You Like Me Too Much (1966)
- Yesterday (1966)
- I Saw Her Standing There (1967)
- All You Need Is Love (1967)

#### Wydane tylko we Francji
- From Me To You (1963)
- She Loves You (1963)
- I Want To Hold Your Hand (1964)
- Roll Over Beethoven (1964)
- Tell Me What You See (1964)
- Kansas City (1964)
- Devil In Her Heart (1964)
- Misery (1964)
- Honey Don’t (1964)
- Michelle
- Paperback Writer
- Yellow Submarine

### Single

#### Wydane tylko w Brazylii
- Please Please Me/From Me To You (1963)
- I Want To Hold Your Hand/She Loves You (1964)
- Long Tall Sally/I Call Your Name (1964)
- A Hard Day’s Night/I Should Have Known Better (1964)
- I Feel Fine/If I Fell (1965)
- Eight Days A Week/Rock And Roll Music (1965)
- Ticket To Ride/This Boy (1965)
- Ob-La-Di, Ob-La-Da/While My Guitar Gently Weeps (1969)

#### Wydane tylko w Niemczech
- Komm, Gib Mir Deine Hand/Sie Liebt Dich (1964)
- Michelle/Girl (1966)

#### Wydane tylko we Włoszech
- Michelle/Run For Your Life (1966)
- Girl/Nowhere Man

## Nagrania świąteczne
Grupa The Beatles, poza albumami studyjnymi, w latach 1963–1969 nagrywała także albumy świąteczne dostępne dla członków ich fanklubu. Nagrania te wydawane były na siedmiocalowych pocztówkach dźwiękowych. W roku 1970 wszystkie nagrania zebrano i wydano wspólnie na płycie winylowej The Beatles’ Christmas Album. Dzisiaj nagrania świąteczne Beatlesów są niemal nieosiągalne, z wyjątkiem utworu Christmas Time Is Here Again, który został wydany w roku 1994 na stronie B singla Free as a Bird.
| Tytuł                                                                               | Data wydania    | Data nagrania             | Wytwórnia | Numer katalogowy                                       | Długość trwania |
| ----------------------------------------------------------------------------------- | --------------- | ------------------------- | --------- | ------------------------------------------------------ | --------------- |
| The Beatles Christmas Record                                                        | 6 grudnia 1963  | 20 października 1963      | Lyntone   | LYN 492                                                | 5:00            |
| Season’s Greetings from The Beatles                                                 | 18 grudnia 1964 | 26 – 28 października 1964 | Lyntone   | LYN 757                                                | 4:05            |
| The Beatles 3rd Christmas Record                                                    | 17 grudnia 1965 | 19 października 1965      | Lyntone   | LYN 948                                                | 6:26            |
| Everywhere It’s Christmas                                                           | 16 grudnia 1966 | 25 listopada 1966         | Lyntone   | LYN 1145                                               | 6:40            |
| Christmas Time Is Here Again                                                        | 15 grudnia 1967 | 11 listopada 1967         | Lyntone   | LYN 1360                                               | 6:10            |
| Beatles 1968 Christmas Record                                                       | 20 grudnia 1968 | Jesień 1968               | Lyntone   | LYN 1743/4                                             | 7:55            |
| Happy Christmas 1969                                                                | 19 grudnia 1969 | Jesień 1969               | Lyntone   | LYN 1970/1                                             | 7:42            |
| Stany Zjednoczone: The Beatles’ Christmas Album · Wielka Brytania: From Then To You | 18 grudnia 1970 | 1963 – 1969               | Apple     | Stany Zjednoczone: SBC 100 · Wielka Brytania: LYN 2154 | 43:58           |